# Christian Eriksen (skuespiller)
 For alternative betydninger, se Christian Eriksen (flertydig). (Se også artikler, som begynder med Christian Eriksen)
Villiam Kristian Eriksen, kendt som Christian Eriksen (7. juni 1897 i København – 2. august 1961) var en dansk skuespiller og senere vaskeriejer.
Eriksen var søn af arbejdsmanden Mads Møller Eriksen og dennes hustru Ane Sofie Andersen. Han var gift med Karla Marie Pedersen.
Han er begravet på Kastrup Kirkegård.

## Filmografi
- De pokkers unger (1947)
- Penge som græs (1948)